# Komarno (województwo lubelskie)
Komarno – wieś w Polsce położona w województwie lubelskim, w powiecie bialskim, w gminie Konstantynów. Leży przy drodze wojewódzkiej nr .
Miejscowość wzmiankowana w 1616 jako część należących wówczas do Jadwigi Katarzyny Gułtowskiej dóbr Kozierady.
W latach 1954–1959 wieś należała i była siedzibą władz gromady Komarno, po jej zniesieniu w gromadzie Konstantynów nad Bugiem. W latach 1975–1998 miejscowość administracyjnie należała do województwa bialskopodlaskiego.
Wieś jest sołectwem w gminie Konstantynów. Według Narodowego Spisu Powszechnego z roku 2011 wieś liczyła 348 mieszkańców.
Z Komarna pochodzi Kajetan Sawczuk, polski poeta i działacz niepodległościowy.
Miejscowość jest siedzibą rzymskokatolickiej parafii św. Stanisława.